# پشمینه

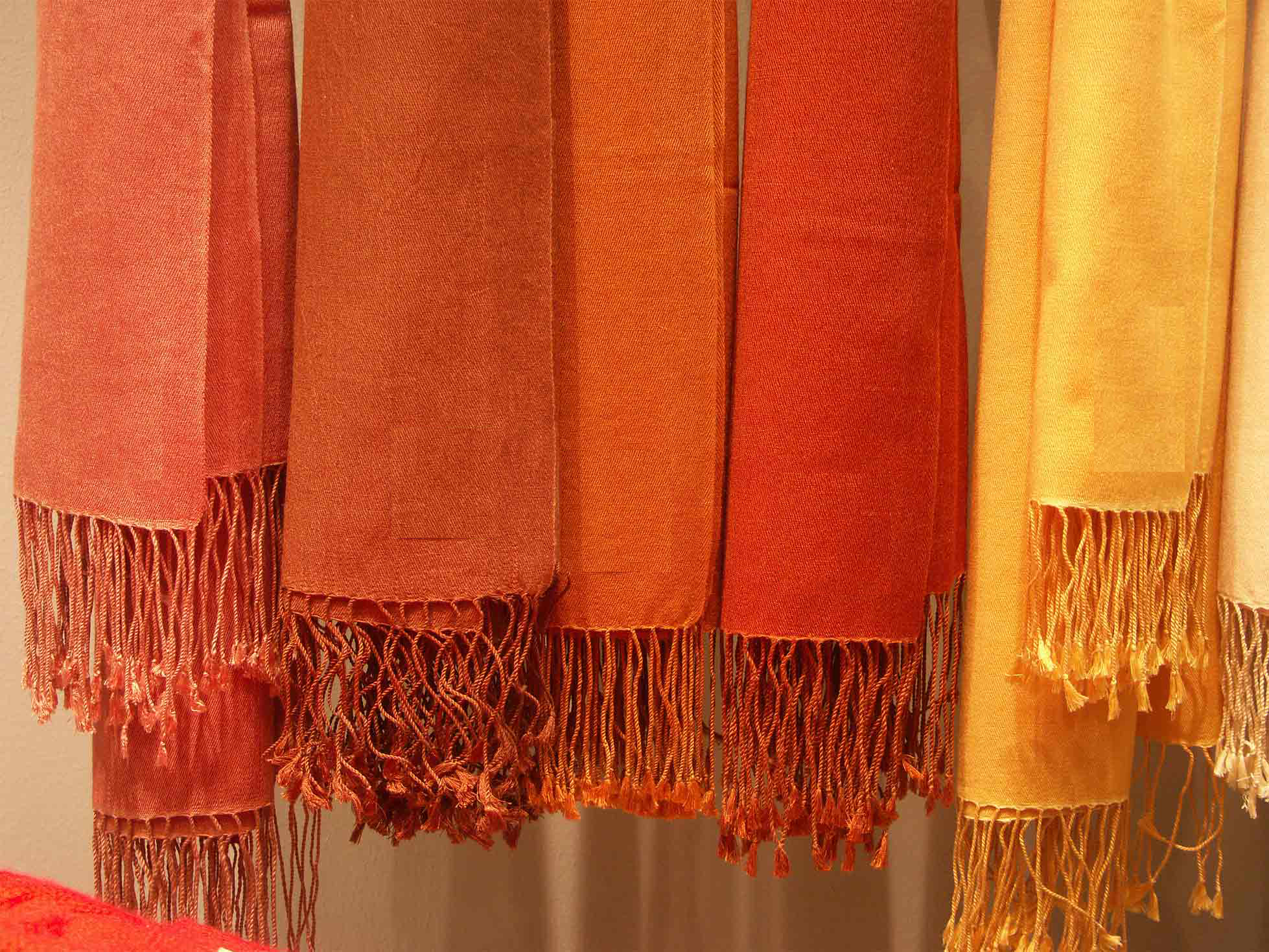
شال‌های پشمینه

پشمینه نوعی کرک کشمیری مرغوب است. نام پشمینه (به انگلیسی: Pashmina) از زبان فارسی می‌آید و به از جنس پشم بودن این پارچه اشاره دارد. صنعت پشمینه در سدۀ چهاردهم میلادی توسط میر سید علی همدانی از ایران به کشمیر معرفی شد و سپس بازرگانان انگلیسی آن را به غرب معرفی کردند. امروزه پشمینه برای اشاره به همهٔ شال‌هایی که ضخامت بسیار نازکی دارند به کار می‌رود و لزوماً بر جنس پشمی آن‌ها دلالت ندارد.